# 伊瑟河 (阿勒爾河支流)
52°29′5.136″N 10°32′22.164″E / 52.48476000°N 10.53949000°E

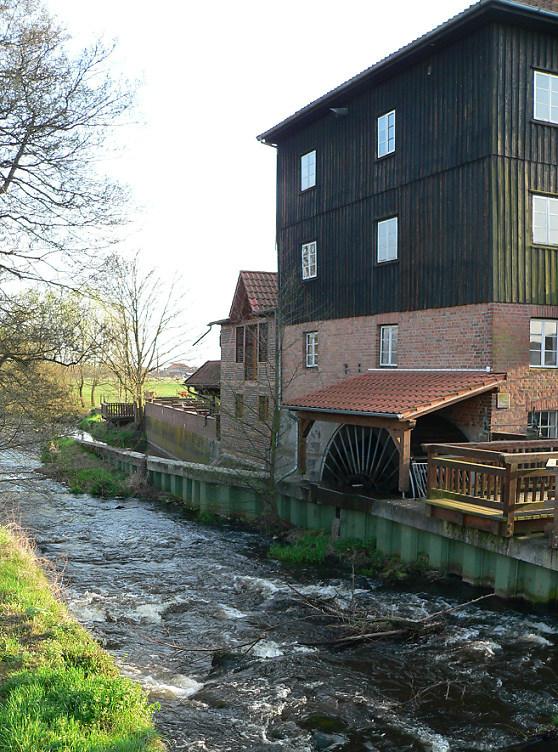
伊瑟河（阿勒爾河支流）

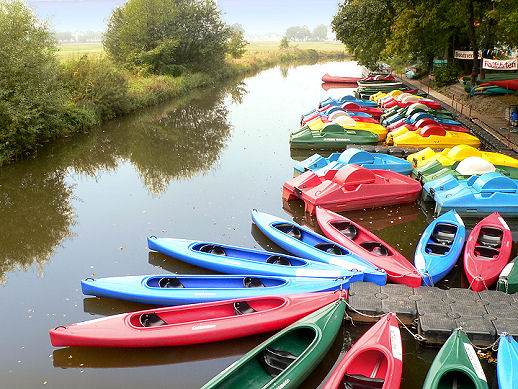
河上的皮艇

伊瑟河（德語：Ise），是德國的河流，位於該國北部，由薩克森-安哈爾特及下薩克森州負責管轄，河道全長43公里。